# Kanci Kulon
Kanci Kulon is een bestuurslaag in het regentschap Cirebon van de provincie West-Java, Indonesië. Kanci Kulon telt 6219 inwoners (volkstelling 2010).